# Ricardo Rio
Ricardo Bruno Antunes Machado Rio, né le 21 novembre 1972 à Braga, est un homme politique portugais, membre du Parti social-démocrate et actuel maire de Braga.
Il remporte le scrutin avec 46,7 % des voix, ce qui lui donne 6 sièges sur 11 au conseil municipal (câmara municipal).